# 高橋治男
高橋 治男（たかはし はるお、1936年11月25日 - ）はフランス文学者。中央大学名誉教授。

## 経歴
1936年、千葉県四街道市で生まれた。千葉県女子師範学校附属幼稚園卒園後、戦争の影響で千葉市立富士見小学校、四街道町立富士見小学校、千葉大学教育学部附属第二小学校と小学校を転々とした。千葉大学教育学部附属第二中学校を卒業し、千葉県立千葉第一高等学校に進んだ。中学時代に三銃士などのアレクサンドル・デュマの小説に夢中になり、高校時代には「天井桟敷の人々」などフランス映画から多大の影響を受けた。高校卒業後は学習院大学文学部仏文学科へ進学。大学院は東京都立大学大学院仏語仏文学専攻に進み、修士課程を修了。
1969年4月、中央大学法学部専任講師となった。1971年4月に助教授、1983年4月に教授昇格。在任中には、複数回フランスへ研究留学。2007年に中央大学を退任し、名誉教授となった。

## 研究内容・業績
20世紀のフランス、両大戦間の文学を研究テーマとして扱っており、人民戦線期の文学者の作品と思想や行動を対象にしている。なお大学時代の友人の影響でフランス文学関係以外でも競馬関係の雑誌の記事等を度々書いていた。

## 著作
著書
- 『第三人生を往く：人生の意義を尋ねて』テルモマスール出版部・テルモマスール・ブックス 1983年
- 『希望と幻滅の軌跡：反ファシズム文化運動』中央大学人文科学研究所研究叢書 中央大学出版部 1987年
- 『クレマンチーヌ』芸林書房 1988年
- 『嘘』芸林書房 1988年
- 『シャンソンに学ぶフランス語』駿河台出版社 1988年
- Jean-Richard Bloch Marcel Martinet 中央大学出版部 1994年
- La Correspondance Bloch Martinet 中央大学出版部 1994年

翻訳
- 『妻への手紙 ポール・ニザン著作集』野沢協共訳、晶文社 1969年
- 『フランス人民戦線 ジョルジュ・ルフラン』白水社 1985年
- 『秘められた物語、ローマ風幕間劇 もうひとつのフランス』平岡篤頼共著、国書刊行会 1987年
- 『エディット・トマ短編集』駿河台出版社 1988年
- 『歓迎されない人々：フランスのアラブ人』タハール・ベン＝ジェルーン著、相磯佳正共訳、晶文社 1994年